# Йордан Кършовски
Йордан Попхристов Кършовски е български националреволюционер, член на Ботевата чета.

## Биография
Роден е в гр. Елена през 1846 г. Той е сред 5-а синове на свещеника Христо Иванов Кършовски. Брат му Иван Кършовски участва в двете Българси легии в Белград и е писар в четата на Панайот Хитов през 1867 г.
Йордан учи в местната Даскалоливница, а после заминава в Румъния, където става учител. Там се сприятелява с Христо Ботев и се включва в четата му. Според спомените му е заловен на 8 юли 1876 г. в с. Вършец, Берковско. Под натиска на европейската общественост е освободен заедно с други Ботеви четници на 1 август същата година.
След Освобождението Йордан Кършовски се завръща в България и участва като доброволец в Сръбско-българската война, ранен е тежко в боевете при Сливница. Като поборник получава земеделска земя в с. Българево, Добричко, където се заселва. Почива сравнително млад през 1888 г.
Йордан Кършовски е написал най-ранната история на Ботевата чета. Неговите спомени са озаглавени Пътуване на българската чета през Дунава с парахода „Радецки“ за България с предводителството на Христо Ботйов войвода на 16 май 1876 г. и са писани в Плоещ през октомври 1876 г., тоест само няколко месеца след разбиването на Ботйовата дружина. Тези спомени са изключително ценни за изучаване на бойния път на дружината.

## Външни източници
Родът Кършовски. Йордан Кършовски